# Аверардо де Медічі
Аверардо ді (Ясніший) де Медічі (італ. Averardo di Chiarissimo de' Medici), а також відомий як Еверардо де Медічі або Біччі (1320 — 1363) — італійський політик і державний діяч. Батько відомого політичного діяча і засновника «Банку Медічі» Джованні ді Біччі Медічі.

## Біографія
Аверардо де Медічі народився 1320 року в місті Флоренції в сім'ї італійського політика Сальвестро Медічі та Лізи Донаті. Онук Аверардо ді Аверардо Медічі, гонфалоньєра правосуддя Флорентійської республіки.
Джованні ді Біччі Медічі стане першим історично значущим членом сім'ї Медічі з Флоренції і засновником Банку Медічі.
Він був названий на честь легендарного лицаря Аверардо, від якого походять Медічі. Він був троюрідним братом Сальвестро Медічі.

## Сім'я і діти
- Джованні ді Біччі Медічі; одружився з Піккардою Буері.
- Франческо де Медічі; одружився з Сельваджі Джанфігліацці та Франческою Бальдуччі.[2]
- Антоніа де Медічі; одружилася з Анджело Ардінгеллі.[3]